# Sabrid (Chust)
Sabrid (ukrainisch Забрідь; russisch Забродь Sabrod, slowakisch (Vulčana) Zábrod, ungarisch Gázló) ist ein Dorf in der ukrainischen Oblast Transkarpatien mit etwa 2000 Einwohnern (2001).

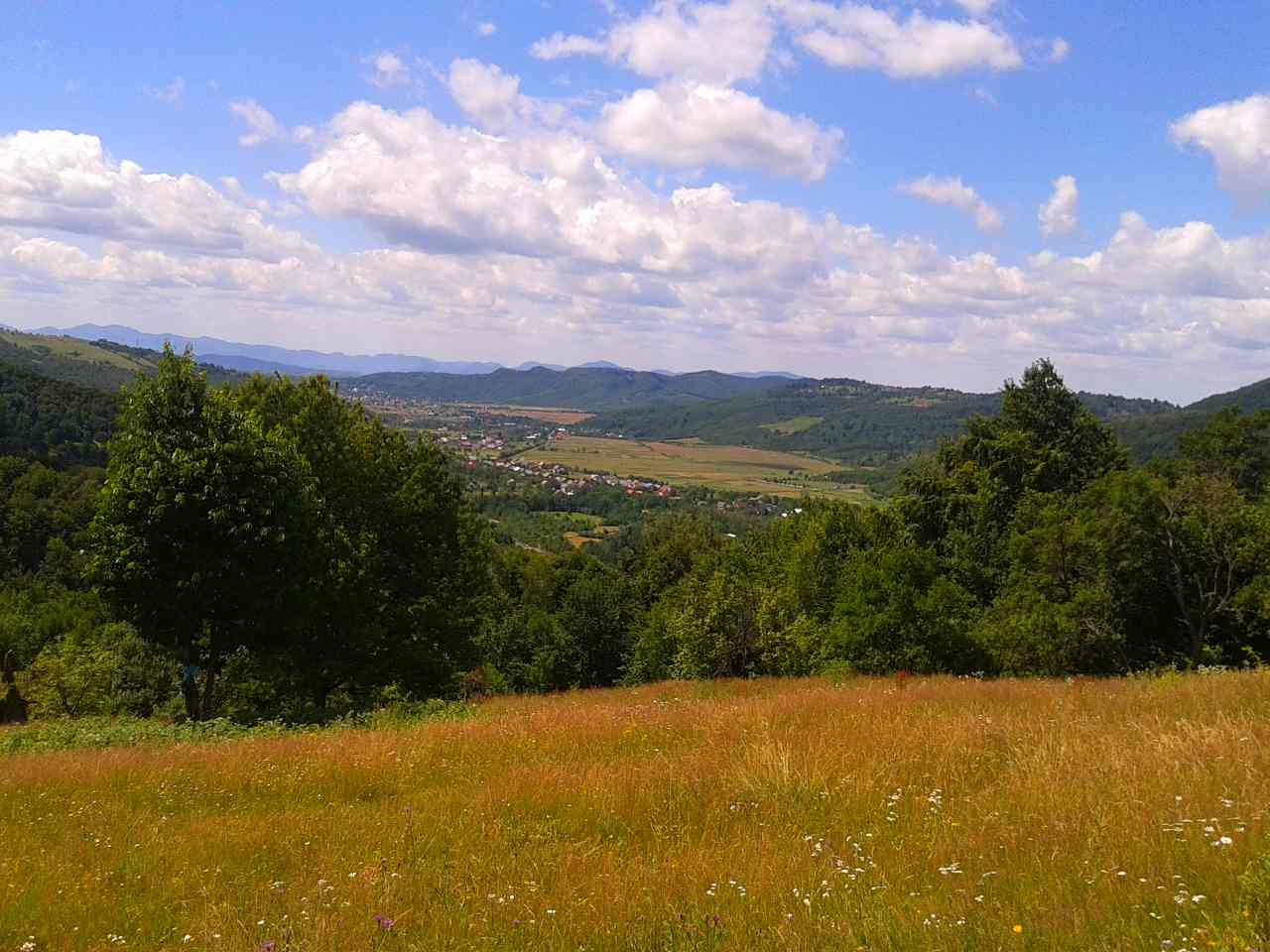
Blick von Nordosten auf das Dorf

Wenige Kilometer vom Dorf entfernt liegt im Wald das Frauenkloster St. Michael der Erzengel. Im Dorf gibt es eine Mineralwasserquelle.

## Geografie
Die Ortschaft liegt inmitten der Waldkarpaten auf 412 m Höhe am Ufer der Tereblja, einem 80 km langen Nebenfluss der Theiß.
Am 12. Juni 2020 wurde das Dorf ein Teil neu gegründeten Landgemeinde Drahowo im Rajon Chust; bis dahin bildete es die Landratsgemeinde Sabrid (Забрідська сільська рада/Sabridska silska rada) im Osten des Rajons, 34 km nordöstlich vom Rajonzentrum Chust und etwa 140 km südöstlich vom Oblastzentrum Uschhorod.
Durch das Dorf verläuft die Territorialstraße T–07–20, die in Richtung Norden nach Kolotschawa und in Richtung Süden nach Drahowo führt.
Östlich an Sabrid grenzt das, zum Welterbe des Biosphärenreservats Karpaten zählende, Naturschutzgebiet Buchenurwald Uholka-Schyrokyj Luh.

## Geschichte
Die Ortschaft in der historischen Region Maramuresch gehörte bis 1919 zum ungarischen Teil des Kaiserreich Österreich-Ungarn und anschließend als Teil der Karpato-Ukraine zur Tschechoslowakei. Im Zweiten Weltkrieg fiel das Dorf durch Annexion erneut an Ungarn. Anschließend kam die Ortschaft an die Ukrainischen SSR innerhalb der Sowjetunion und seit 1991 gehört Sabrid zur unabhängigen Ukraine.